# Computer Entertainment Rating Organization

CERO-Logo

Die Computer Entertainment Rating Organization (CERO, jap. 特定非営利活動法人コンピュータエンターテインメントレーティング機構, Tokutei Hieiri Katsudō Hōjin Kompyūta Entāteinmento Rētingu Kikō) ist die japanische Organisation zur Bewertung von Computer- und Videospielen. Sie wurde im Juli 2002 von der Computer Entertainment Supplier’s Association (CESA), dem Verband der japanischen Videospielindustrie, ins Leben gerufen.

## Verfahren
Japanische Videospielverleger senden Videos und anderes Material über die zu bewertenden Spiele an die CERO, die anhand dessen die Spiele einstuft. Diese Einstufung ist technisch gesehen rein freiwilliger Natur. Da aber die Mitgliedsunternehmen der CESA einen großen Teil der japanischen Vertriebskanäle für Computer- und Videospiele kontrollieren, wäre es sehr schwierig Spiele zu verkaufen, die nicht von der CERO geprüft wurden.
In den ersten drei Jahren vergab die Organisation nur Altersempfehlungen mit großen Ziffern in den Logos. Im Juni 2005 führte die CERO zusätzlich Beschreibungssymbole ein, die den Käufer über die Inhalte des Spieles informieren. Diese Symbole werden auf den Spieleverpackungen all jener Spiele abgebildet, die keine Einstufung ohne Alterseinschränkung erhalten.
Am 1. März 2006 wurde das Einstufungssystem geändert. Die vier bisherigen Einstufungen (Ohne Altersbeschränkung, geeignet ab 12 Jahren, geeignet ab 15 Jahren und geeignet ab 18 Jahren) wurden durch fünf neue ersetzt, die jedoch weitgehend mit den alten identisch sind. Größte Neuerung war die Einstufung „Z“ für Spiele ab 18 Jahren, die zwar der Einstufung „D“ (ab 17 Jahren) ähnelt aber durch die Regierung reguliert wird und den Verkauf der derart eingestuften Spiele einschränkt. Spiele mit dieser Einstufung müssen in den Geschäften getrennt von anderen Spielen aufbewahrt werden und können nur mit Altersnachweis erworben werden.
Ein Großteil der von der CERO bewerteten Spiele fällt in die Kategorie „ohne Alterseinschränkung“. Von den über neunhundert bis zum März 2004 bewerteten Spielen waren dies etwa 70 Prozent. Erogē – Spiele pornografischen Inhalts – die einen großen Teil des japanischen Spielemarkts ausmachen werden zum großen Teil nicht von der CERO geprüft, da deren Hersteller nicht Mitglieder der CESA sind, sondern in der EOCS oder CSA vertreten sind.
Zudem existieren weitere, textbasierte Logos für:
- Lernspiele und Datenbanken,
- Demowares und
- noch unklare Einstufung beim Druck.

## Kennzeichnungen

### Altersempfehlungen

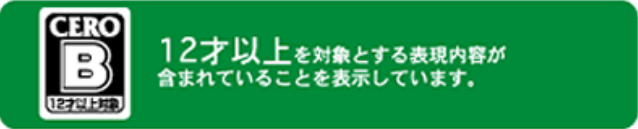
Beispiel für Farbhintergrund und Beschreibung der B-Kategorie

| CERO A | Ohne Alterseinschränkung |
| CERO B | geeignet ab 12 Jahren    |
| CERO C | geeignet ab 15 Jahren    |
| CERO D | geeignet ab 17 Jahren    |
| CERO Z | geeignet ab 18 Jahren    |

### Inhaltskennzeichnungen
|  | Romantik                        |
|  | Sexualität                      |
|  | Gewalt                          |
|  | Horror                          |
|  | Alkohol-/Tabak-Genuss           |
|  | Glücksspiel                     |
|  | Verbrechen                      |
|  | Illegale Substanzen (Drogen)    |
|  | Anstößige Sprache und Sonstiges |

## Vergleichbare Videospieleinstufungseinrichtungen, u.a.
- Unterhaltungssoftware Selbstkontrolle (USK, Deutschland)
- Pan-European Game Information (PEGI, Europa)
- Entertainment and Leisure Software Publishers Association (ELSPA, Großbritannien bzw. Teile Europas)
- Entertainment Software Rating Board (ESRB, USA bzw. Nordamerika)
- Game Rating Board (GRB, Südkorea)